# Pédibus

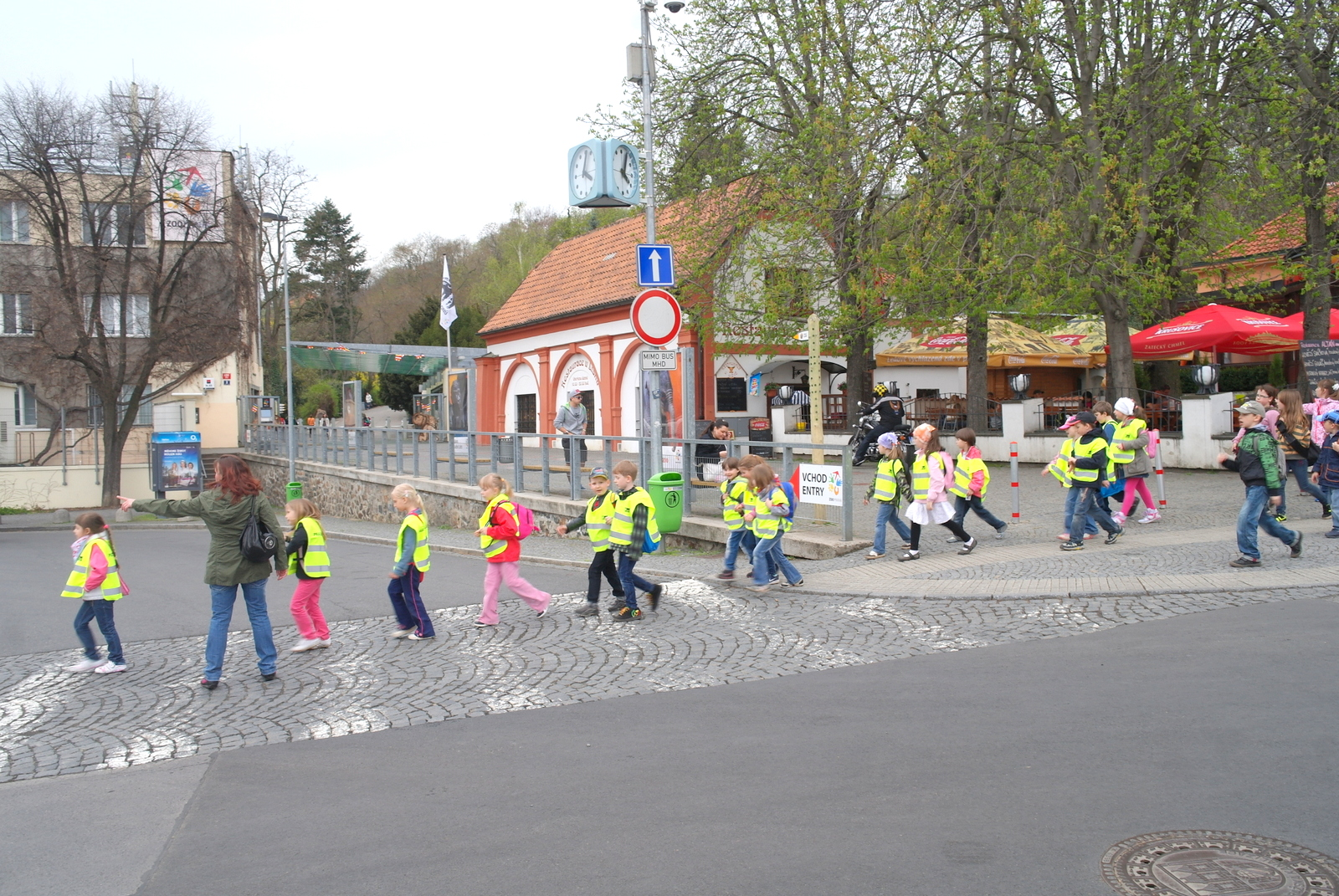
Crianças formando um pédibus na Chéquia.

Pédibus é uma forma de transporte de estudantes em que, ao invés de se utilizar um veículo como um ônibus ou van, é utilizado um guia que percorre uma rota semelhante ao do transporte, mas a pé, buscando os estudantes em pontos pré-determinados do trajeto.
O conceito foi criado no Japão, e os principais objetivos adotados pela prática são o encorajamento da atividade física por crianças, desenvolver habilidades para andarem com segurança nas ruas, o melhor conhecimento da comunidade, redução de crimes incentivando o deslocamento a pé, redução de tráfego de veículos e combate à obesidade infantil.